# Есплугес де Љобрегат
Есплугес де Љобрегат (шп. Esplugas de Llobregat) град је у Шпанији у аутономној заједници Каталонија у покрајини Барселона. Према процени из 2017. у граду је живело 45 733 становника.

## Становништво
Према процени, у граду је 2017. живело 45 733 становника.
| 2017.  |
| ------ |
| 45.733 |

## Партнерски градови
- Macael
- Аренсбург